# Иван Гунчев
Иван Стефанов Гунчев е български счетоводител.

## Биография
Роден е на 23 ноември 1906 г. в Бяла, Русенско. В семействопю на д-р Стефан Гунчев и Велика Христова Конкилева. Негови братя са географът Гунчо Гунчев и счетоводителят Христо Гунчев. Учи в Котел, Шумен, Габрово и Плевен. Средно търговско образование получава в Държавната търговска гимназия „Димитър Хадживасилев“ в Свищов, която завършва през 1925 г. След дипломирането си става книговодител във фабрика „Хрикон" – Габрово при своите вуйчовци Никола и Цоньо Конкилеви. Преминава през всички длъжности в счетоводството. При учредяването на АД „Балкан“, на 16 декември 1934 г., е акционер и член на Управителния съвет на дружеството до 31 маш 1935 г. През 1935 г. е назначен за счетоводител на фабриката и на тази длъжност работи до национализацията през декември 1947 г.
След Деветосептемврийския преврат е мобилизиран и работи десет месеца в организираната Военна болница в Габрово. От 1945 г. е член на Контролния съвет на Популярна банка в Габрово, като на тази длъжност остава до вливането ѝ в Българска народна банка през 1951 г.
След национализацията е назначен за счетоводител на национализираните предприятия „Братя Куневи“ и „Струг“ в Габрово, които през 1948 г. са уедрени в Държавен машиностроителен завод – Габрово. Продължава да работи в новия завод като счетоводител до пенсионирането си.
Умира на 10 март 1978 г. в Габрово.